# Anton Ludovico Antinori

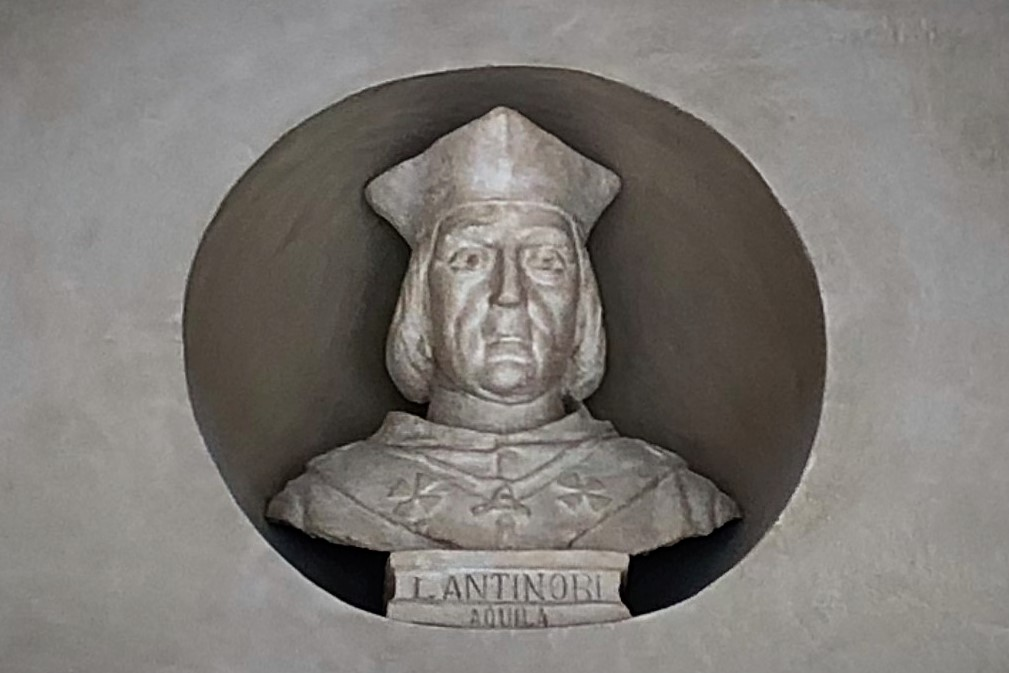
Anton Ludovico Antinori

Anton Ludovico Antinori (L'Aquila, 26 de agosto de 1704 – L'Aquila, 1 de março de 1778) foi um arcebispo católico, historiador e epigrafista italiano. Pertencente a Congregação do Oratório, ocupou as sedes de Lanciano e, posteriormente, Acerenza e Matera. Como erudito, interessou-se especialmente pelas peculiaridades da epigrafia latina e pela arqueologia.